# Mathis Amougou
Mathis Amougou (Le Blanc-Mesnil, 18 januari 2006) is een Frans voetballer die bij voorkeur als centrale middenvelder speelt. Hij tekende in januari 2025 voor Chelsea.

## Clubcarrière
In april 2023 tekende Amougou zijn eerste profcontract bij Saint-Étienne. Op 13 januari 2024 debuteerde hij in de Ligue 2 tegen Stade Lavallois. Op 3 februari 2025 betaalde Chelsea vijftien miljoen euro voor Amougou, die een contract tot 2033 tekende in Londen.